# Paraplectana japonica
Paraplectana japonica är en spindelart som beskrevs av Friedrich Wilhelm Bösenberg och Embrik Strand 1906. Paraplectana japonica ingår i släktet Paraplectana och familjen hjulspindlar. Inga underarter finns listade i Catalogue of Life.